# Owidiopol
Owidiopol (ukr. Овідіополь) – osiedle typu miejskiego na Ukrainie, w obwodzie odeskim, rejonu odeskiego.

## Historia
Owidiopol położony jest na wschodnim brzegu Limanu Dniestru. W starożytnych czasach na tym miejscu znajdowała się turecka twierdza Hacidere. W 1795 roku cesarzowa Katarzyna II nadała miastu nazwę Owidopol, w miejsce dotychczasowej nazwy Adżydier (Adżydier), dla uhonorowania rzymskiego poety Owidiusza, skazanego na wygnanie i osiedlenie nad Morzem Czarnym. Osiedle typu miejskiego od 1970 roku.
Znajduje tu się stacja kolejowa Owidiopol.